# Orde van de Rode Ster van de Arbeid

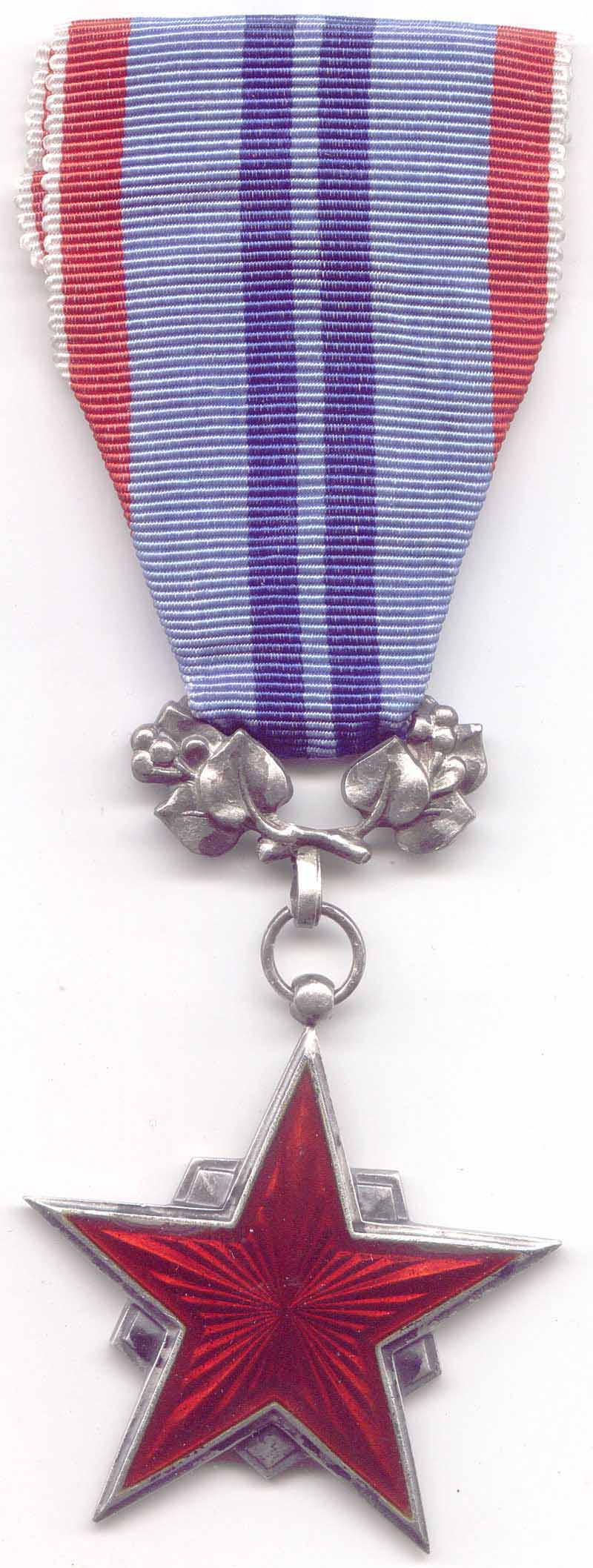
Lint

De Orde van de Rode Ster van de Arbeid (Tsjechisch: Řád rudé hvězdy práce) werd in 1955 ingesteld door de regering van Tsjecho-Slowakije. Deze orde werd na het opheffen van Tsjecho-Slowakije in 1990 opgeheven en zij komt niet voor in de lijst van onderscheidingen van Tsjechië of Slowakije. Men mag haar nog wel dragen.
Het lint van de orde is lichtblauw met twee donkerblauwe verticale middenstrepen en rode randen. Het kleinood is een rode vijfpuntige zilveren ster met een klein centraal medaillon met de Boheemse leeuw. Het kleinood, een rood geëmailleerde zilveren ster is met het lint verbonden door een beugel met lindebladeren. Het ontbreken van een zwaard zoals bij de Orde van de Rode Ster illustreert het civiele karakter van de onderscheiding.